# Moon Pride
„MOON PRIDE” – dwunasty singel japońskiego zespołu Momoiro Clover Z, wydany w Japonii przez Evil Line Records 30 lipca 2014 roku. Singel został wydany w dwóch edycjach: „Sailor Moon Edition” (CD+DVD) oraz „Momoclo Edition” (CD).
Singel osiągnął 3 pozycję w rankingu Oricon i pozostał na liście przez 12 tygodni, sprzedał się w nakładzie 66 138 egzemplarzy. Utwory MOON PRIDE i Gekkō zostały użyte jako odpowiednio opening i ending anime Sailor Moon Crystal.

## Lista utworów
| CD (Sailor Moon Edition)  |                                      |                            |                            |                            |      |
| Nr                        | Tytuł                                | Słowa                      | Kompozycja                 | Aranżacja                  | Czas |
| 1.                        | "MOON PRIDE"                         | Revo                       | Revo                       | Revo                       | 3:44 |
| 2.                        | "Gekkō" (jap. 月虹)                  | Sumire Shirobara           | Akiko Kosaka               | Akiko Kosaka               | 4:23 |
| 3.                        | "Moon Revenge"                       | Kayoko Fuyumori            | Akiko Kosaka               | Yukari Hashimoto           | 4:27 |
| 4.                        | "MOON PRIDE" (off vocal ver.)        |                            | Revo                       | Revo                       | 3:44 |
| 5.                        | "Gekkō" (jap. 月虹) (off vocal ver.) |                            | Akiko Kosaka               | Akiko Kosaka               | 4:23 |
| 6.                        | "Moon Revenge" (off vocal ver.)      |                            | Akiko Kosaka               | Yukari Hashimoto           | 4:27 |
| CD (Momoclo Edition)      |                                      |                            |                            |                            |      |
| Nr                        | Tytuł                                | Słowa                      | Kompozycja                 | Aranżacja                  | Czas |
| 1.                        | "MOON PRIDE"                         | Revo                       | Revo                       | Revo                       | 3:44 |
| 2.                        | "Gekkō" (jap. 月虹)                  | Sumire Shirobara           | Akiko Kosaka               | Akiko Kosaka               | 4:23 |
| 3.                        | "MOON PRIDE" (off vocal ver.)        |                            | Revo                       | Revo                       | 3:44 |
| 4.                        | "Gekkō" (jap. 月虹) (off vocal ver.) |                            | Akiko Kosaka               | Akiko Kosaka               | 4:23 |
| DVD (Sailor Moon Edition) |                                      |                            |                            |                            |      |
| Nr                        | Tytuł                                | Tytuł                      | Tytuł                      | Tytuł                      | Czas |
| 1.                        | "MOON PRIDE" (Music video)           | "MOON PRIDE" (Music video) | "MOON PRIDE" (Music video) | "MOON PRIDE" (Music video) |      |

## Notowania
| Lista                                          | Pozycja |
| ---------------------------------------------- | ------- |
| Oricon Daily Singles Chart                     | 2       |
| Oricon Weekly Singles Chart                    | 3       |
| Billboard Japan Hot 100                        | 3       |
| Billboard Japan Hot Singles Sales              | 3       |
| Billboard Japan Hot Adult Contemporary Airplay | 11      |
| Billboard Japan Hot Animation                  | 1       |